# Video 2000

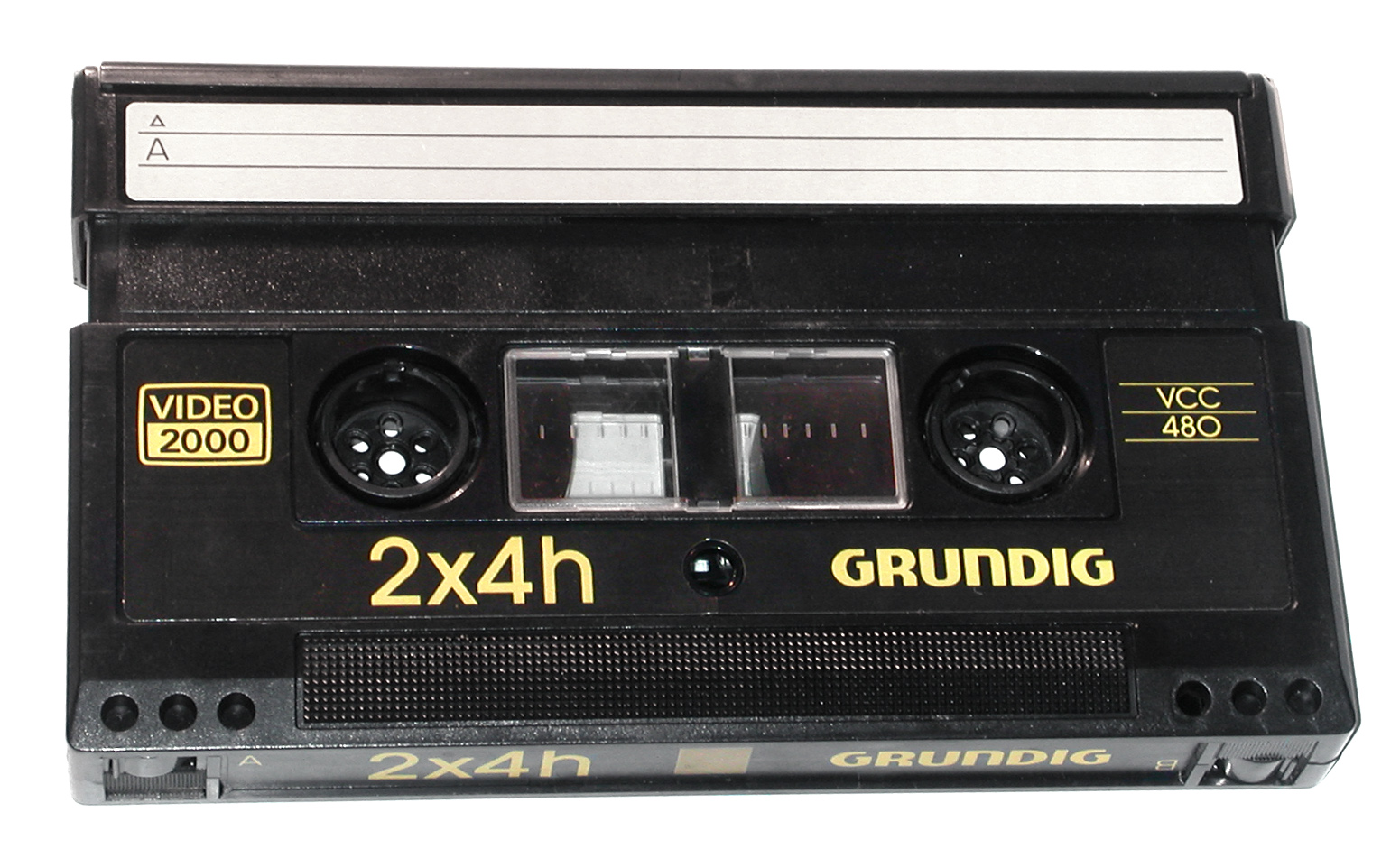
Video 2000 kazetta

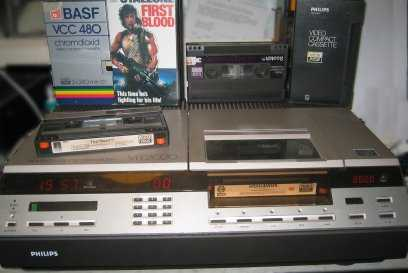
Philips VR2020 típusú Video 2000 rendszerű videómagnó

A Videó 2000 egy videókazetta típus (Video Compact Casette) vagy (VCC), amit a Grundig és a Philips fejlesztett ki 1979-ben. LP üzemmódban akár 8 órás felvétel is ráfért. Érdekessége, hogy az Compact Cassette nagyobbított mása volt, a kazetta, akár az audiokazetták, átfordítható, és a másik oldalára újabb négy (vagy LP-ben nyolc) órai felvétel készíthető. A Video 2000 a KGST országokban nem volt elterjedt, mivel már a nyolcvanas évek elején egy minisztériumi határozat a VHS rendszerű készülékek forgalmazása mellett foglalt állást. Németországban, Hollandiában, Angliában kedvelt volt, még gyári műsoros kazettákat is adtak ki e formátumban. Csak CCIR PAL illetve PAL/SECAM kétnormás rendszerre volt kidolgozva (utóbbit az NSZK keleti határvidékén forgalmazták, ahol a SECAM rendszerű NDK adások vétele lehetséges volt), NTSC változata, illetve hifi hangú változata sosem létezett.
A formátum érdekessége a sávraállítási rendszer. A Video-2000 nem használ kontrollsávot, hanem a képváltójel időtartama alatt egy speciális jelcsomagot vesz fel a forgófejjel, lejátszáskor ennek méréséből képzi a sávra állítási jelet. A sávra állítás nem szervóval történik, hanem a videofejek egy-egy piezokerámia lapra vannak ragasztva, amelyeket egyenfeszültség rákapcsolásával kitérésre késztetnek. Ez azért volt különösen jó ötlet, mert két videofejjel is biztosítani tudta a zavarcsík mentes állóképet, gyorsítást, lassítást, sőt, akár hátramenetet is, oly módon, hogy a piezokerámia lapokra egyenfeszültség helyett az üzemmódnak megfelelő jelalakú váltakozó áramot kapcsoltak. (Ez a találmány később a Sony Betacam-SP készülékeiben köszönt vissza.) A kezdeti készülékek azonban csak a legalapvetőbb szolgáltatásokat tudták, a képkeresés, állókép lejátszás stb. csak az újabb és újabb típusokkal jelent meg, így a Video-2000 teljes kifejlesztése csak 1988-ra történt meg. Ekkorra azonban már majdnem teljesen elvesztette a piacát, 1989-re le is álltak a gyártásával. A formátumháborút nem nyerhették meg az amerikai piac nélkül.
A Video 2000 kazetta mérete alig tért el a VHS kazettáétól, ezért a VHS-C vagy Video-8 rendszerhez hasonló kamkordert sosem tudtak belőle csinálni. Egy időben felmerült az ötlet, hogy a nyolcvanas évek elején kihalt Funai CVC gyártási jogát átveszik. Ez azért lett volna praktikus, mert ez a rendszer 6,5mm széles szalaggal töltött, kisméretű kazettát használt, amelyet a koncepció szerint adapterkazettába téve lehetett volna a Video-2000 képmagnóba betenni. Azonban a fejlesztés már nem valósult meg.
Ma már leginkább muzeális eszköz, de néhány ember használja még.

## Technikai adatok
- bevezetés: 1979
- játékidő: 2-4 óra (oldalanként), 4-8 óra (hosszú lejátszás oldalanként)
- hang: hosszanti pálya (sztereó)
- szalagsebesség: 2,442 cm/s
- fordulatszám: 1500 1/perc
- dob átmérője: 65 mm
- videofej résszélessége: 22,5 µm